# SM-sarja (1938/1939)
Sezon SM-sarja rozegrany został na przełomie 1938 i 1939 roku. Był to 11. sezon rozgrywek o Mistrzostwo Finlandii w hokeju na lodzie. W rozgrywkach wzięło udział 7 zespołów.

## Tabela
| Poz. | Drużyna           | M | Pkt. | Z | R | P | G+ | G- | +/- |
| ---- | ----------------- | - | ---- | - | - | - | -- | -- | --- |
| 1    | KIF Helsinki      | 6 | 12   | 6 | 0 | 0 | 23 | 9  | +14 |
| 2    | HJK Helsinki      | 6 | 9    | 4 | 1 | 1 | 14 | 9  | +5  |
| 3    | Ilves Tampere     | 6 | 8    | 4 | 0 | 2 | 14 | 7  | +7  |
| 4    | Tarmo Hämeenlinna | 6 | 4    | 2 | 0 | 4 | 12 | 18 | -6  |
| 5    | Riento Turku      | 6 | 4    | 2 | 0 | 4 | 5  | 12 | -7  |
| 6    | ÅIFK Turku        | 6 | 3    | 1 | 1 | 4 | 8  | 12 | -4  |
| 7    | HSK Helsinki      | 6 | 2    | 1 | 0 | 5 | 7  | 16 | -9  |

- Poz. = lokata, M = liczba rozegranych spotkań, Pkt. = Liczba zdobytych punktów, Z = Wygrane, R = Remisy, P = Porażki (ogółem), G+ = Gole strzelone, G- = Gole stracone, +/- Różnica goli